# Shapeshifter-US (Gong)
Shapeshifter-US is het twintigste album van de Brits-Franse spacerockband Gong.
Deze Amerikaanse versie van het album Shapeshifter wijkt af van het origineel en zou daarom kunnen worden beschouwd als een apart Gong-album.

## Nummers
1. "Gnomérique" - 0:07 - Daevid Allen
2. "Shapeshifter" - 4:53 - Daevid Allen, Didier Malherbe
3. "Hymnalayas" - 7:38 - Daevid Allen, Keith Bailey
4. "Dog-O-Matic" - 3:00 - D. Watkyn, Shaymal Maïtra
5. "Spirit with Me" - 2:27 - Daevid Allen, Loy Ehrlich
6. "Mr Albert Parkin" - 0:17 - Graham Clark
7. "Raindrop Tablas" - 0:21 - Shaymal Maïtra
8. "Give My Mother a Soul Call" - 4:03 - Yogananda
9. "Heaven's Gate" - 4:49 - Daevid Allen, Keith Bailey
10. "Snake Tablas" - 0:34 - Shaymal Maïtra
11. "Loli" - 5:09 - Daevid Allen, Graham Clark
12. "Can You : You Can" - 9:09 - Didier Malherbe
13. "Confiture de Rhubarbier" - 1:18 - Pip Pyle
14. "Parkin Triumphant" - 0:06 - Graham Clark
15. "Longhaired Tablas" - 0:14 - Shaymal Maïtra
16. "Eléphant La Tête" - 4:41 - Didier Malherbe, Shaymal Maïtra
17. "Mother's Gone" - 1:12 - Daevid Allen
18. "Éléphant la Cuisse" - 3:26 - Didier Malherbe, Graham Clark
19. "White Doves" - 5:24 - Viraj/Sunsinger
20. "Gnomoutro" - 0:27 - Daevid Allen 
Bonusnummer:
21. "Goddess Invocation/Om Riff" - live 1996 - 12:58

## Bezetting
- Daevid Allen - zang
- Didier Malherbe - saxofoon, dwarsfluit, synthesizer
- Graham Clark - viool, achtergrondzang
- Keith 'Missile' Bailey - basgitaar
- Pip Pyle - slagwerk
- Shaymal Maïtra - tablas, percussie

Met medewerking van:
- Mark Robson - keyboard
- Alain 'Loy' Ehrlich - keyboard, kora